# إبراهيما كونتي
إبراهيما كونتي (بالفرنسية: Ibrahima Conté)‏ (مواليد 3 إبريل 1991) هو لاعب كرة قدم غيني يلعب حاليًا لصالح نادي أندرلخت البلجيكي.

## إحصائيات

### النادي
آخر تحديث 30 سبتمبر 2012.
| النادي        | الموسم        | الدوري | الدوري  | الكأس  | الكأس   | أوروبا | أوروبا  | المجموع | المجموع |
| النادي        | الموسم        | الظهور | الأهداف | الظهور | الأهداف | الظهور | الأهداف | الظهور  | الأهداف |
| ------------- | ------------- | ------ | ------- | ------ | ------- | ------ | ------- | ------- | ------- |
| غينت          | 2009–10       | 1      | 0       | 0      | 0       | 1      | 0       | 1       | 0       |
| غينت          | 2010–11       | 30     | 2       | 3      | 1       | 4      | 1       | 37      | 4       |
| غينت          | 2011–12       | 21     | 1       | 1      | 1       | 0      | 0       | 22      | 2       |
| غينت          | 2012–13       | 14     | 1       | 1      | 2       | 4      | 1       | 15      | 4       |
| زولته فاريجيم | 2012–13       | 16     | 1       | 0      | 0       | 5      | 0       | 15      | 1       |
| المجموع الكلي | المجموع الكلي | 82     | 5       | 5      | 4       | 13     | 2       | 102     | 11      |

## روابط خارجية
- إبراهيما كونتي على موقع الاتحاد الأوربي (الإنجليزية)
- إبراهيما كونتي على موقع قاعدة بيانات كرة القدم.إي يو (الإنجليزية)
- إبراهيما كونتي على موقع ناشيونال فوتبول تيمز (الإنجليزية)
- إبراهيما كونتي على موقع Soccerway.com (الإنجليزية)